# Trathala clara
Trathala clara là một loài tò vò trong họ Ichneumonidae.